# حصة المناصرة
قرية حصة المناصرة هي إحدى القرى التابعة لمركز الحسينية في محافظة الشرقية في جمهورية مصر العربية. حسب إحصاءات سنة 2006، بلغ إجمالي السكان في حصة المناصرة 1267 نسمة، منهم 647 رجل و620 امرأة.